# The Feeling
The Feeling é uma banda inglesa constituída por cinco elementos originários de Sussex e Londres na Inglaterra. Este grupo de soft rock categoriza as suas músicas como pop, as quais têm sido comparadas com cantores como os Supertramp, 10cc, Electric Light Orchestra, Andrew Gold e Elton John.
A banda entrou no Top 10 do Reino Unido com o seu primeiro single completo Sewn, em Março de 2006, que cedo se tornou um dos maiores sucessos de rádio.
O seu álbum Twelve Stops and Home foi lançado no Reino Unido a 5 de Junho de 2006.

## Membros
- Dan Gillespie Sells – canta e toca guitarra
- Richard Jones – canta e toca baixo (é casado com a cantora Sophie Ellis-Bextor)
- Kevin Jeremiah – canta e toca guitarra
- Ciaran Jeremiah – canta e toca teclado
- Paul Stewart – toca tambores

A maior parte dos elementos da banda é de Horsham em Sussex, excepto o vocalista principal Sells que é de Londres é Richard Jones que é de Forest Row, também em Sussex.

## Curiosidades
Depois de usar o single Sewn na BBC Radio 1, o DJ Chris Moyles usou o segundo single da banda, Fill My Little World, como tema principal do seu programa matinal The Chris Moyles Show.
Para celebrar o lançamento do álbum Twelve Stops and Home, a editora discográfica da banda, a Universal Island, convidou cento e vinte jornalistas britânicos para passarem o dia no restaurante onde a banda tocou ao vivo.
Atualmente a banda está trabalhando canções do segundo álbum de estúdio [Join With Us] que foi lançado em meados desse ano no Reino Unido. A sonoridade do segundo trabalho mostra uma banda mais amadurecida e instigante.
A música Sewn está na trilha sonora do jogo Fifa 07

## Discografia

### Álbuns
- Twelve Stops and Home – 5 de Junho de 2006

1. - I Want You Now - 3:47 de duração

2. - Never Be Lonely - 3:31 de duração

3. - Fill My Little World - 4:07 de duração

4. - Kettle’s On - 4:07 de duração

5. - Sewn (Versão de Álbum) - 5:55 de duração

6. - Anyone - 4:10 de duração

7. - Strange - 4:21 de duração

8. - Love It When You Call - 3:34 de duração

9. - Rosé - 4:16 de duração

10. - Same Old Stuff - 5:10 de duração

11. - Helicopter - 3:18 de duração

12. - Blue Piccadilly - 9:55 de duração
A música Blue Piccadilly termina com a banda e a equipa a falar antes de sairem do estúdio. Nesta altura, um dos membros volta a entrar para cantar a música secreta Miss You.
O título do álbum refere-se às doze paragens da Linha Piccadilly do metro de Londres da estação de Leicester Square à estação de Bounds Green. O vocalista principal Dan Gillespie Sells cresceu em Bounds Green.
O álbum recebeu diversas críticas mundiais que o classificavam de cinco estrelas, bem como comentários positivos de publicações de renome como do The Observer.
Houve um período em Junho em que o álbum estava a ser vendido no iTunes da Austrália por apenas 2,99 dólares australianos. Essa versão do álbum foi removida desde essa altura e apenas a Digital Deluxe Version (Versão Digital de Luxo) está disponível para compra.
O álbum foi número 1 numa tabela do Reino Unido e na tabela do iTunes.
- Join With Us – 18 de fevereiro de 2008

### Singles
- "Sewn" – 2006
- "Fill My Little World – 2006
- "Never Be Lonely – 2006
- "I Love It When You Call" – 2006
- "Rosé" – 2006
- "I Thought It Was Over" – 2008
- "Without You" – 2008

O single Sewn atingiu o número 7 nas tabelas de contagem do Reino Unido em Março de 2006, seguido pelo sucesso Fill My Little World no número 10 em Maio de 2006.